# Merdeka 118
Merdeka 118 (PNB 118 або KL118) — 118-поверховий хмарочос висотою 678.9 метра в місті Куала-Лумпур, Малайзія, найвища будівля Малайзії та Південно-Східної Азії, а також друга найвища будівля у світі.

## Опис
Зведення хмарочоса Merdeka 118 спонсорувалось компанією Permodalan Nasional Berhad (PNB). Бюджет будівництва оцінюється в 5 мільярдів малайзійських рингітів.
Після завершення робіт будівля стала найвищою будівлею Малайзії з 400,000 м² площі житлових, готельних та комерційних приміщень.
100 поверхів споруди призначені для оренди, у тому числі 83 поверхи як офісні приміщення, 12 поверхів як готельні номери і ще 5 поверхів виділено для готельних резиденцій та бізнес-центру.
Решта площі — це ліфти, приміщення для відпочинку та службового обслуговування, а також парковки (до 8500 місць). 60 із 80 поверхів офісних приміщень зарезервовані для компанії Permodalan Nasional Berhad (PNB) — розробника проєкту та її дочірніх підприємств.

## Дизайн
Ромбоподібний фасад вежі, за задумкою дизайнерів, відображає різноманітність малайзійців. Також існує думка, що будівля нагадує руку, підняту Тунку Абдул Рахманом під час проголошення незалежності Малайзії. Розробниками конструкції виступили компанії Leslie E. Robertson Associates та Robert Bird Group. Також було найнято компанію Neapoli Group для надання консультаційних послуг щодо досягнення платинового рівня в рейтингу екологічного будівництва з трьома сертифікатами: LEED, Green Building Index та GreenRE. Чотири верхні поверхи заплановано використовувати як оглядові майданчики.

## Прогрес
Забивання паль та роботи по фундаменту виконувала компанія Pintaras Geotechnics Sdn Bhd.
До участі в конкурсі на виконання основних будівельних робіт PNB допустила 6 груп компаній:
- Samsung C&T — UEM Group Bhd;
- IJM Corp Bhd — Norwest Holdings Sdn Bhd — Shimizu Corp;
- Malaysian Resources Corp Bhd — China State Construction Engineering Corp;
- WCT Bhd — Arabtec Construction LLC;
- TSR Capital Bhd — Daewoo Group;
- Seacera Group Bhd — Spaz Sdn Bhd — Sinohydro Corp — Shanghai Construction Group.

Ці компанії мали змогу надіслали свої тендерні пропозиції до 28 січня 2015.
23 листопада 2015 року PNB оголосила, що контракт вартістю 3.4 мільярди малайзійських рингітів буде підписано з південнокорейською компанією Samsung C&T та компанією UEM Group Bhd. 27 лютого 2018 року було оголошено, що Park Hyatt відкриє готель в Merdeka 118. Park Hyatt Kuala Lumpur займе 17 останніх поверхів будівлі. Там розмістяться 232 готельні номери, включаючи 28 номерів класу люкс та 30 апартаментів.
Фінська компанія Kone підписала контракт на встановлення 87 ліфтів та ескалаторів для проєкту.
Будівництво було призупинено 18 березня 2020 року через пандемію COVID-19, але відновлено в середині травня 2020 року. На початку серпня 2020 року висота бетонної основи будівлі піднялась вище 118 поверхів, таким чином перегнавши хмарочос Landmark 81, який до цього вважався найвищою будівлею в Південно-Східній Азії. 25 жовтня 2020 року президент PNB Ахмад Зулкарнайн Онн оголосив, що через пандемію COVID-19 фази будівництва № 1 і № 2 будуть завершені у 2 кварталі 2022 року замість 2021 року. Фаза № 3 була завершена у кінці 2023 року. На початку 2024 король Абдулла ввів будівлю в експлуатацію.

## Галерея

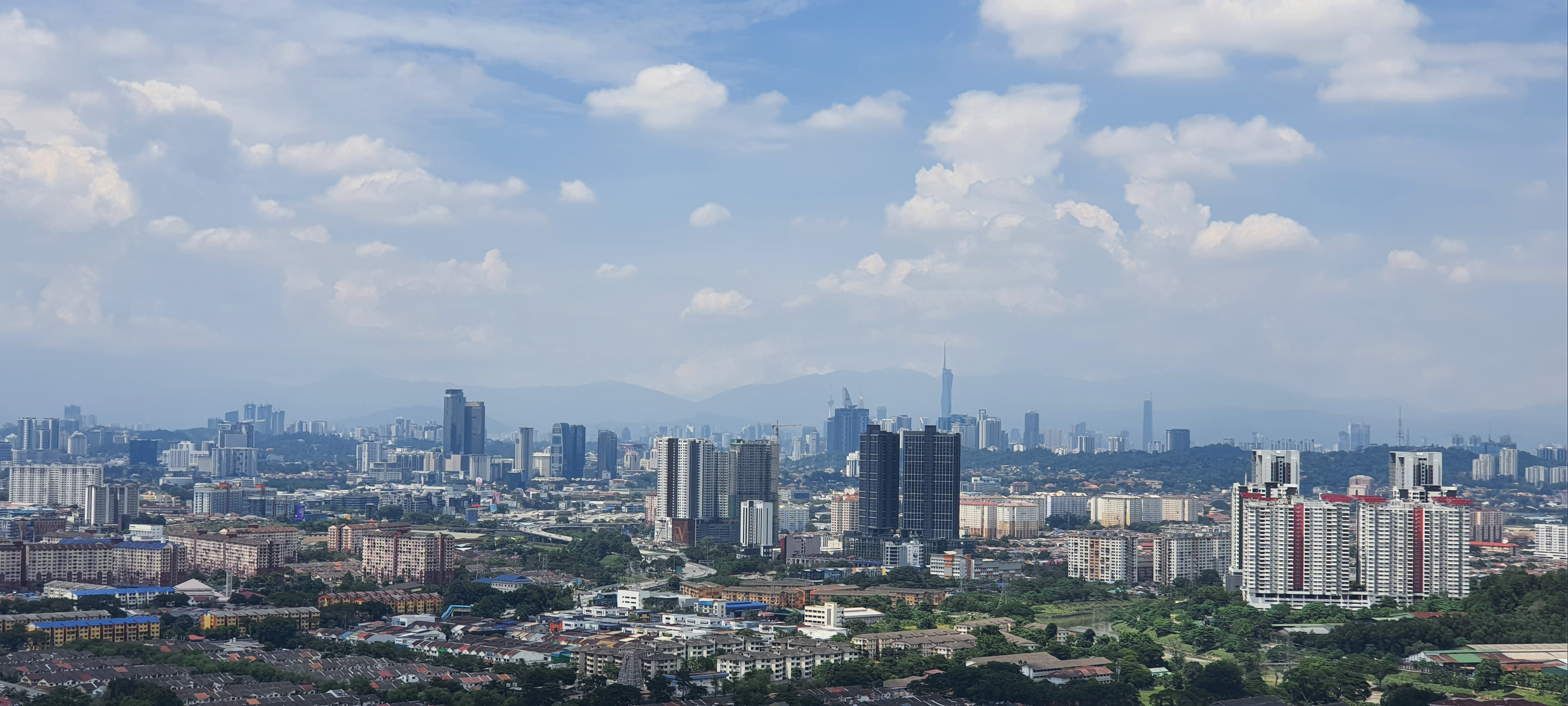
Серпень 2022 року
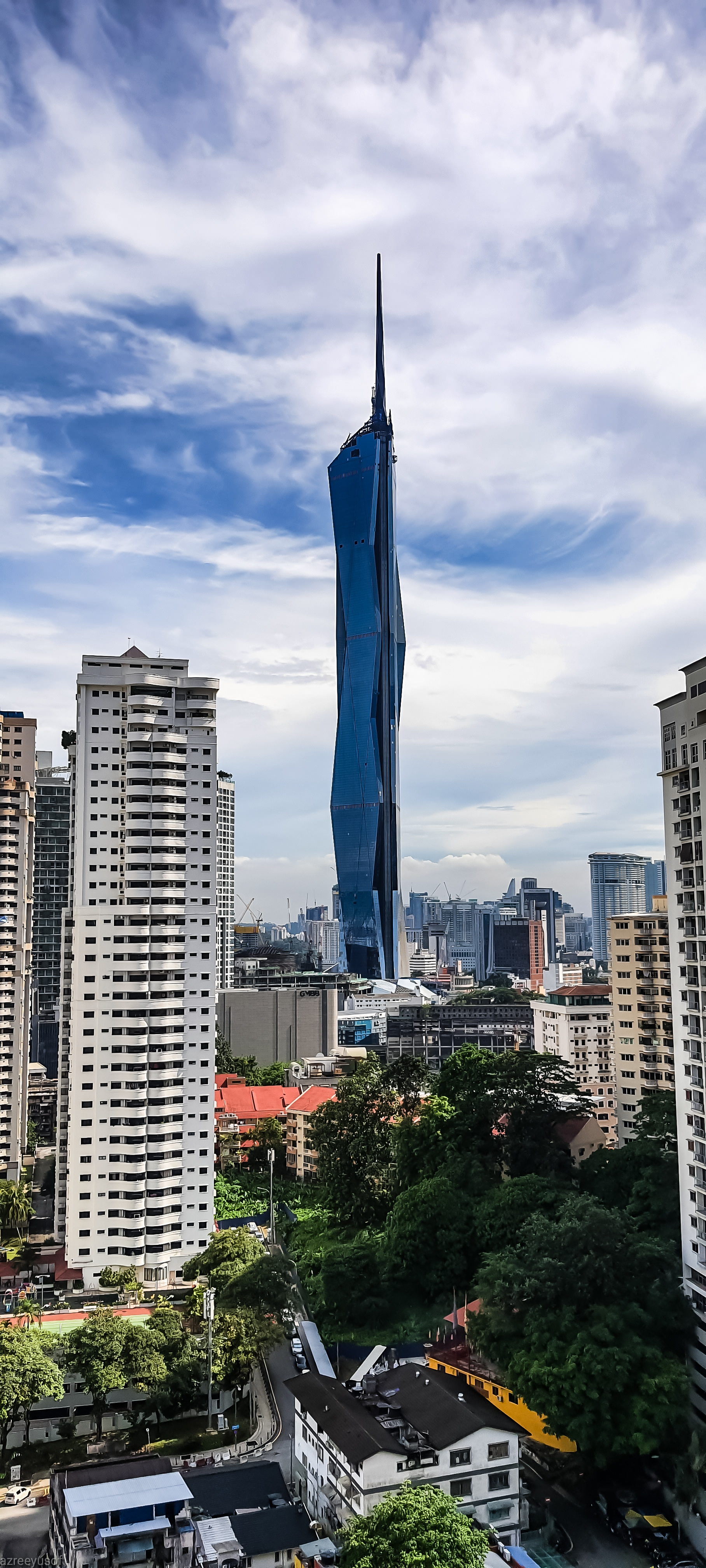
Червень 2022 року
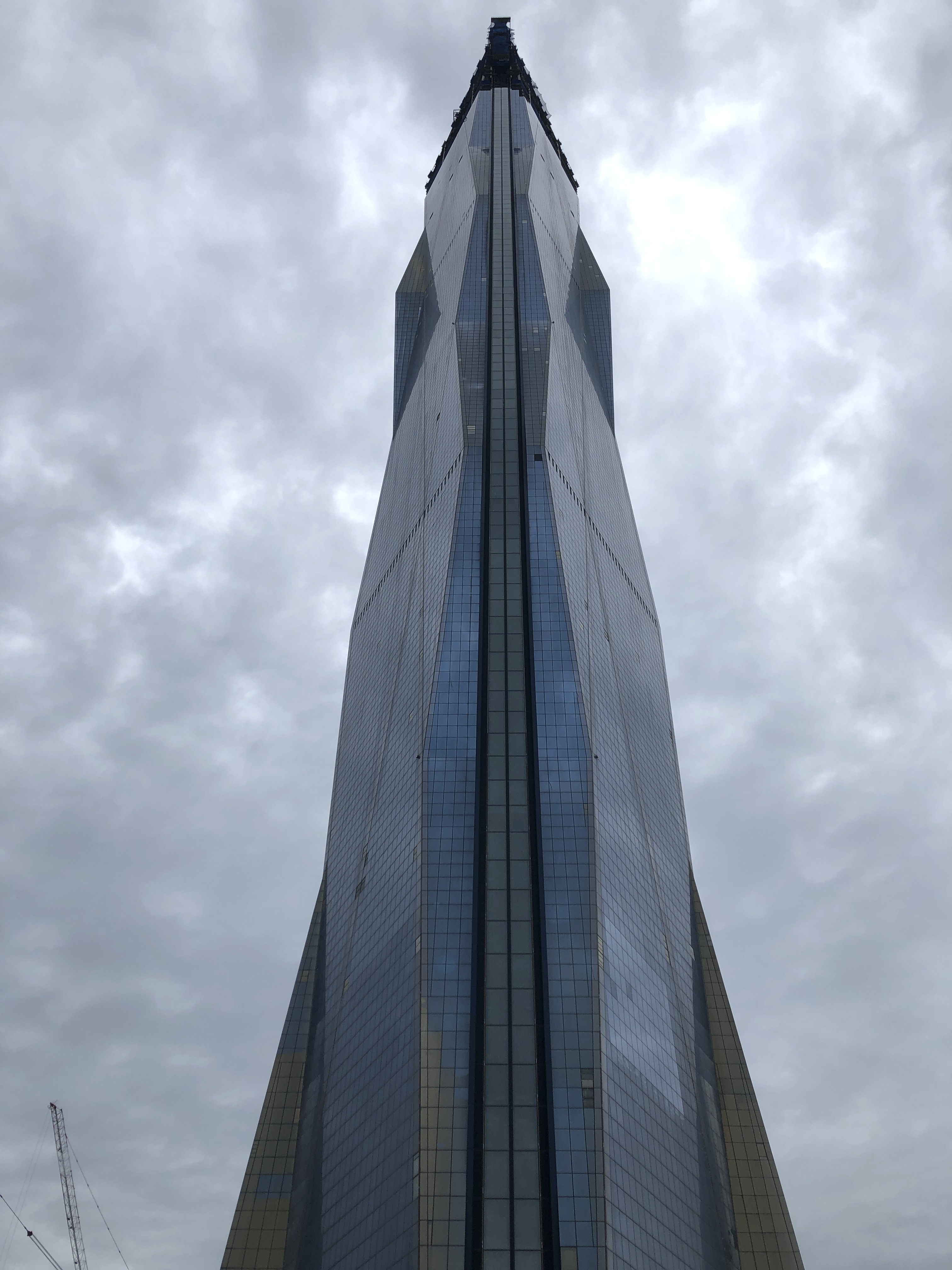
Північна сторона, вересень 2021 року
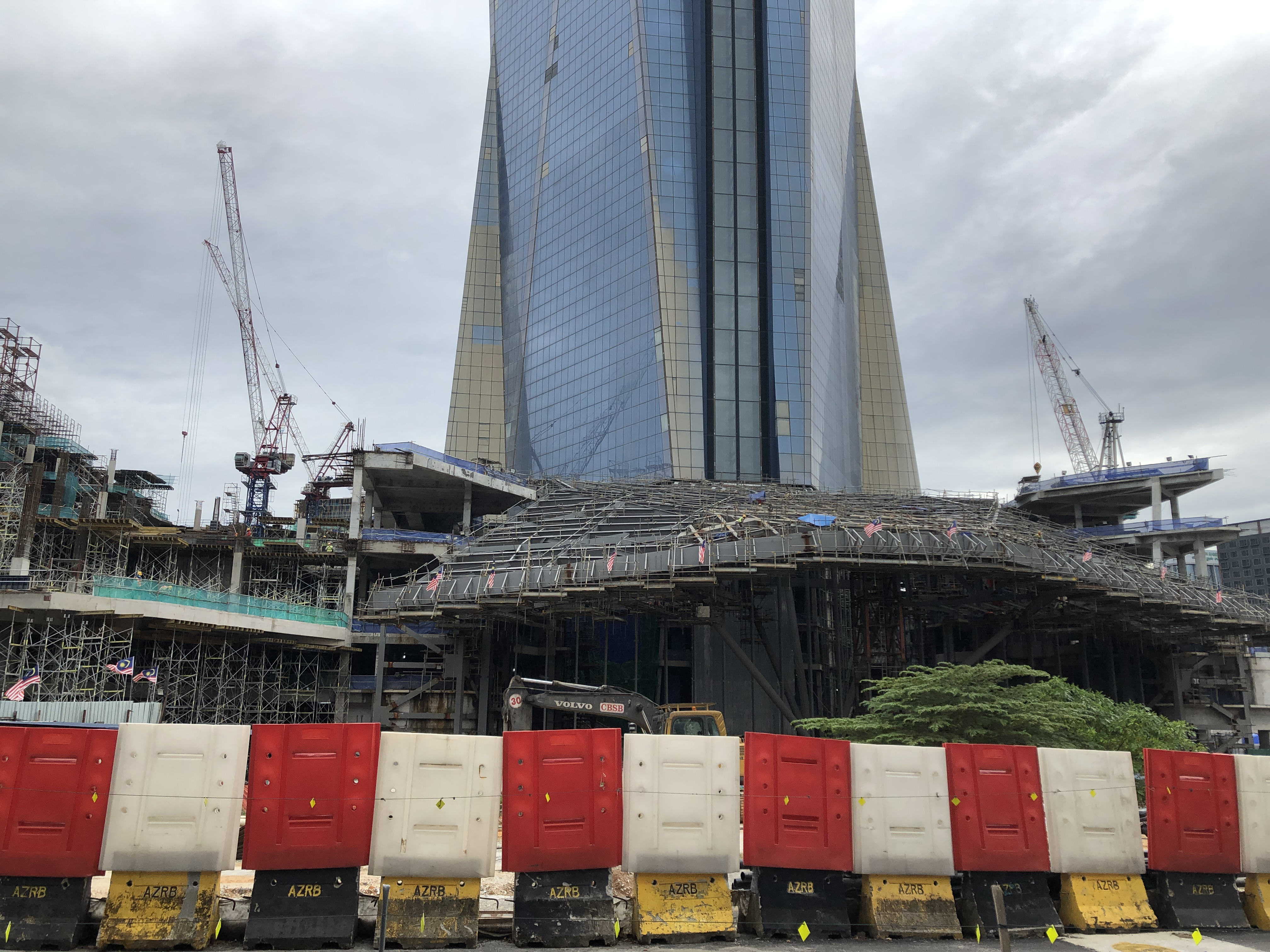
Вхід з північної сторони, вересень 2021 року
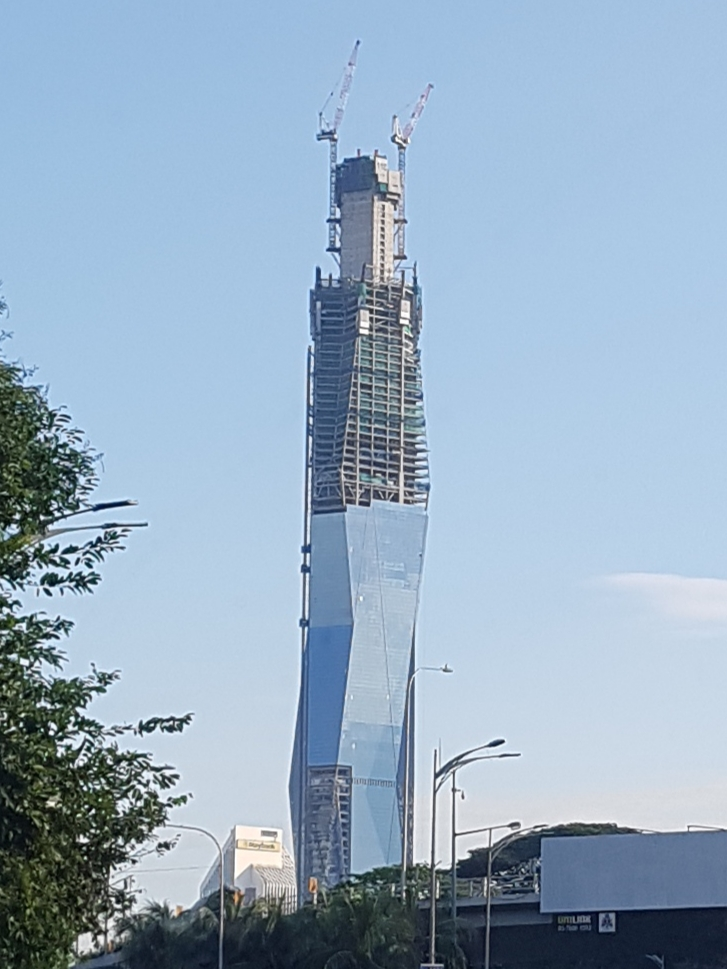
Липень 2020 року
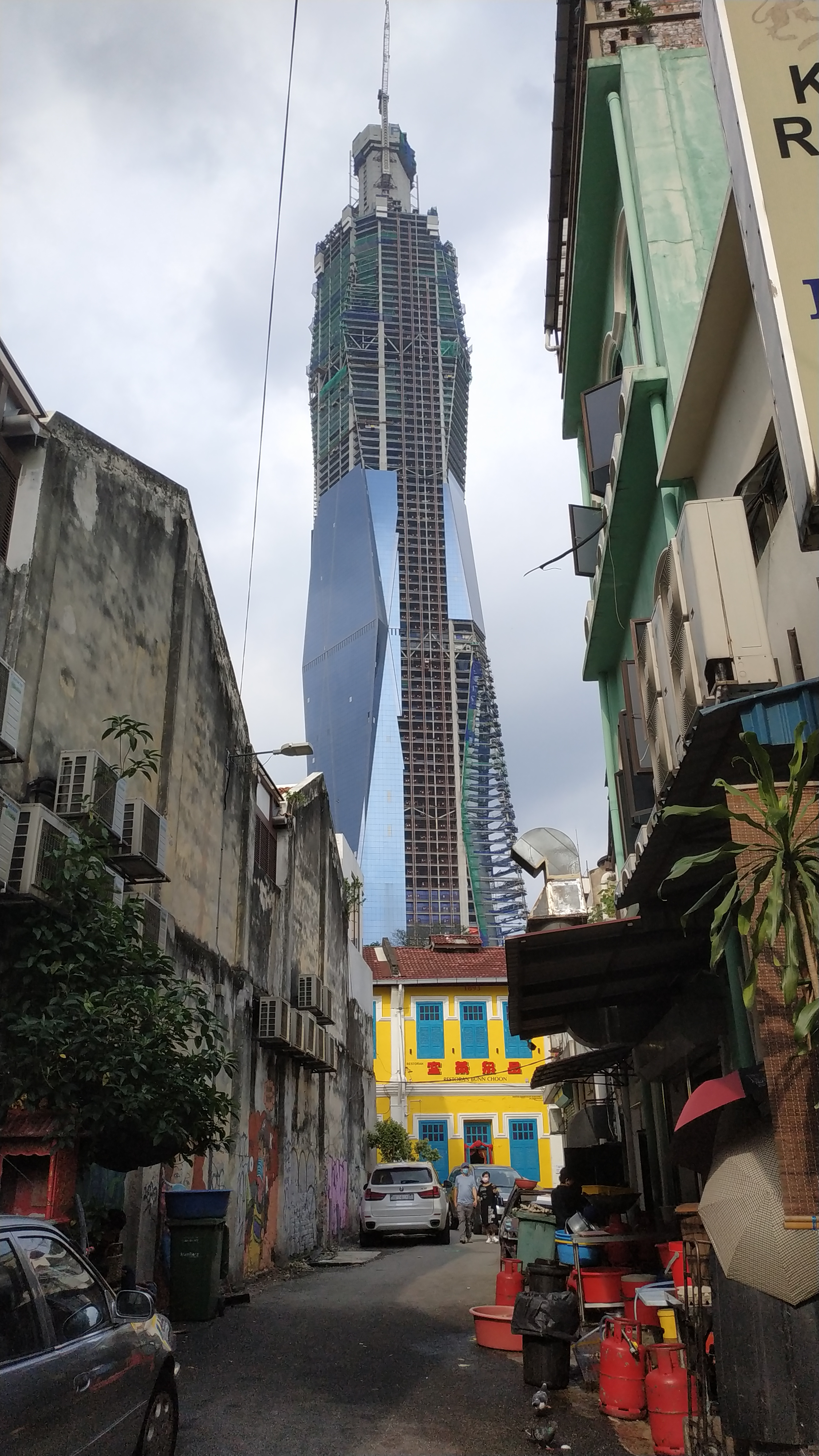
Травень 2020 року
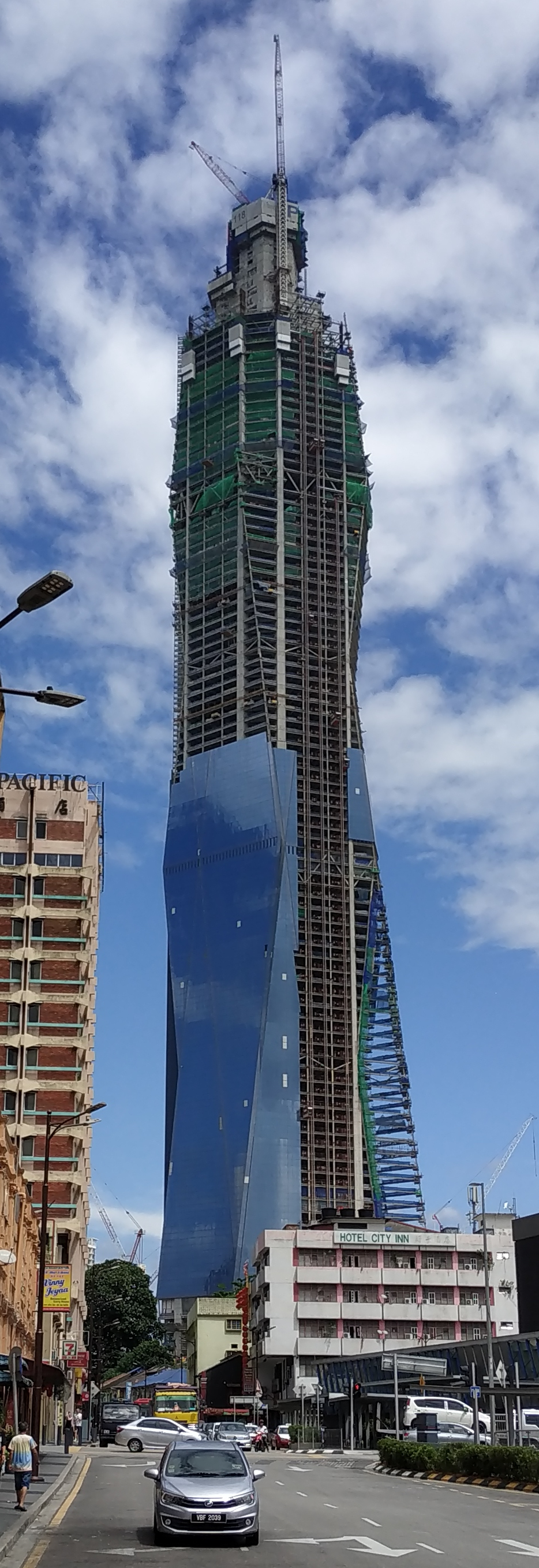
Лютий 2020 року
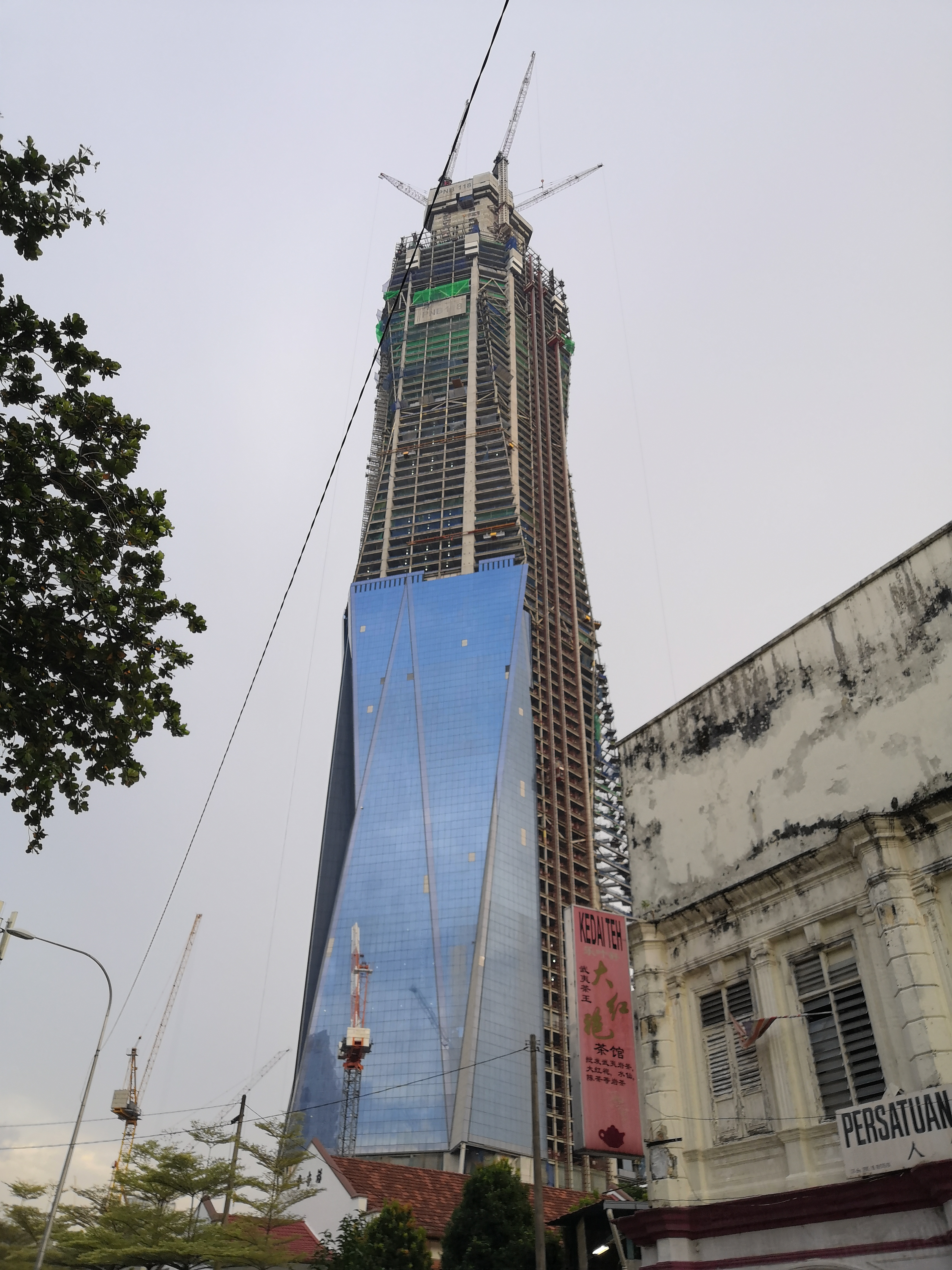
Січень 2020 року
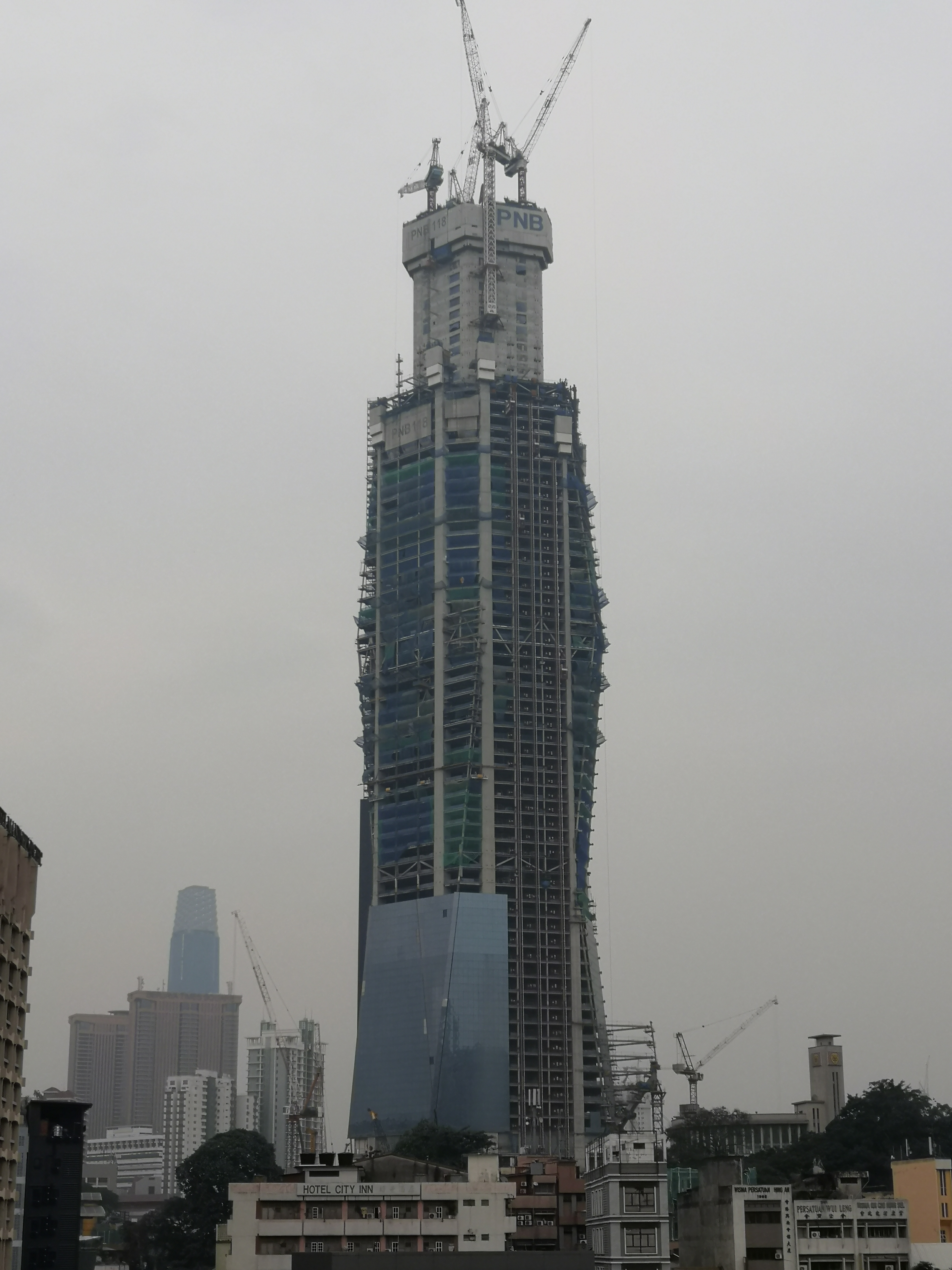
Серпень 2019 року
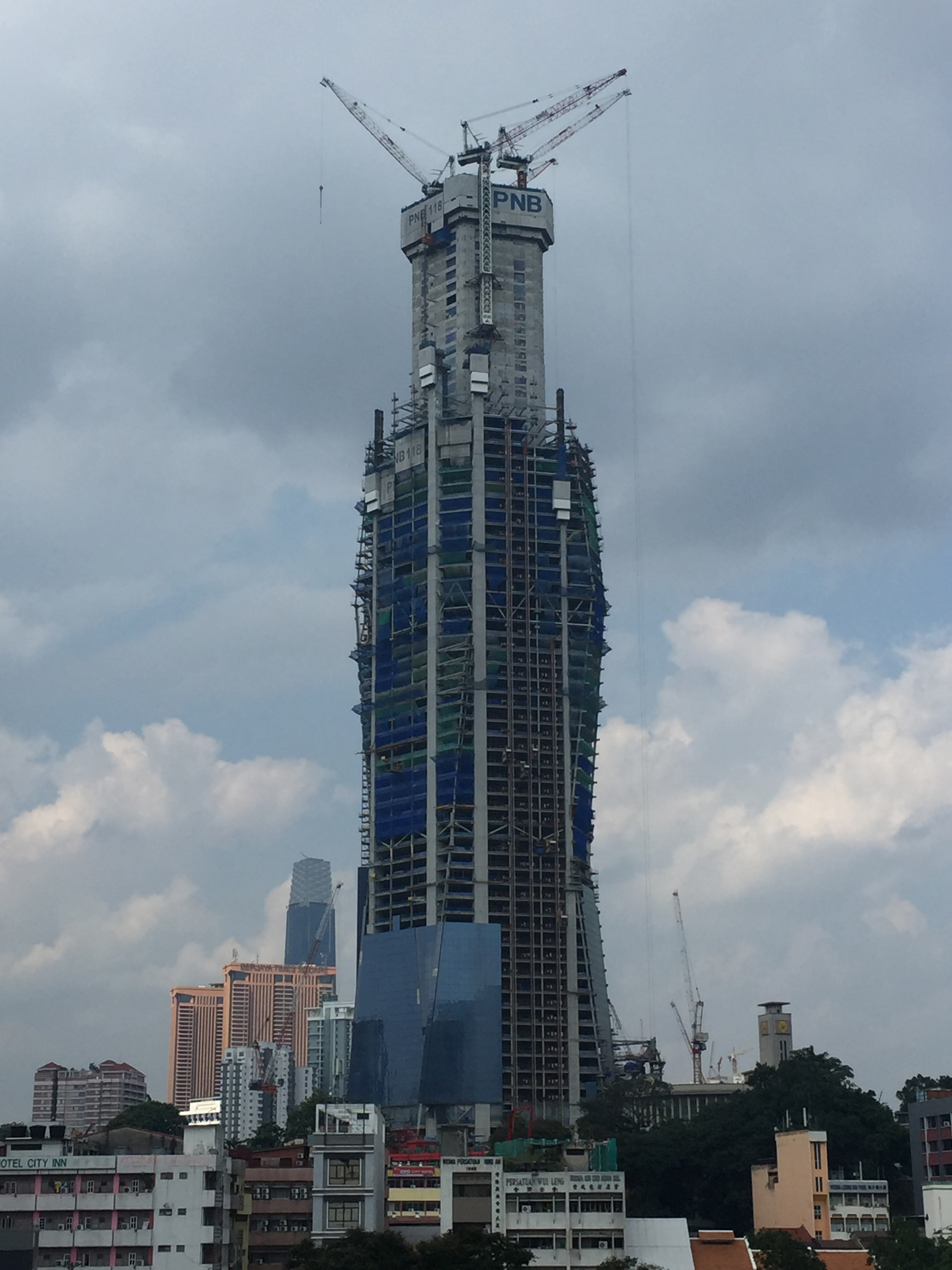
Липень 2019 року
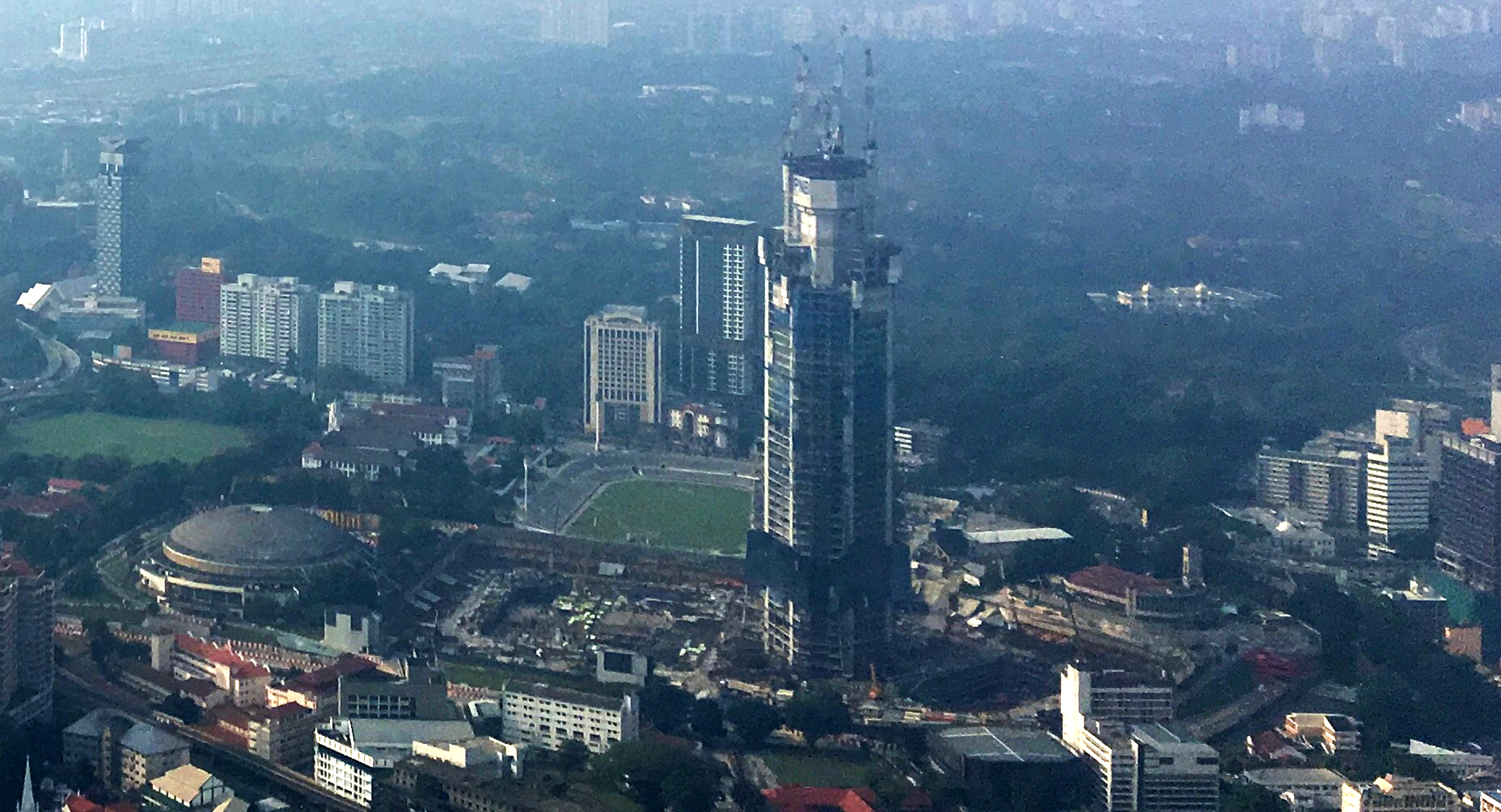
Березень 2019 року
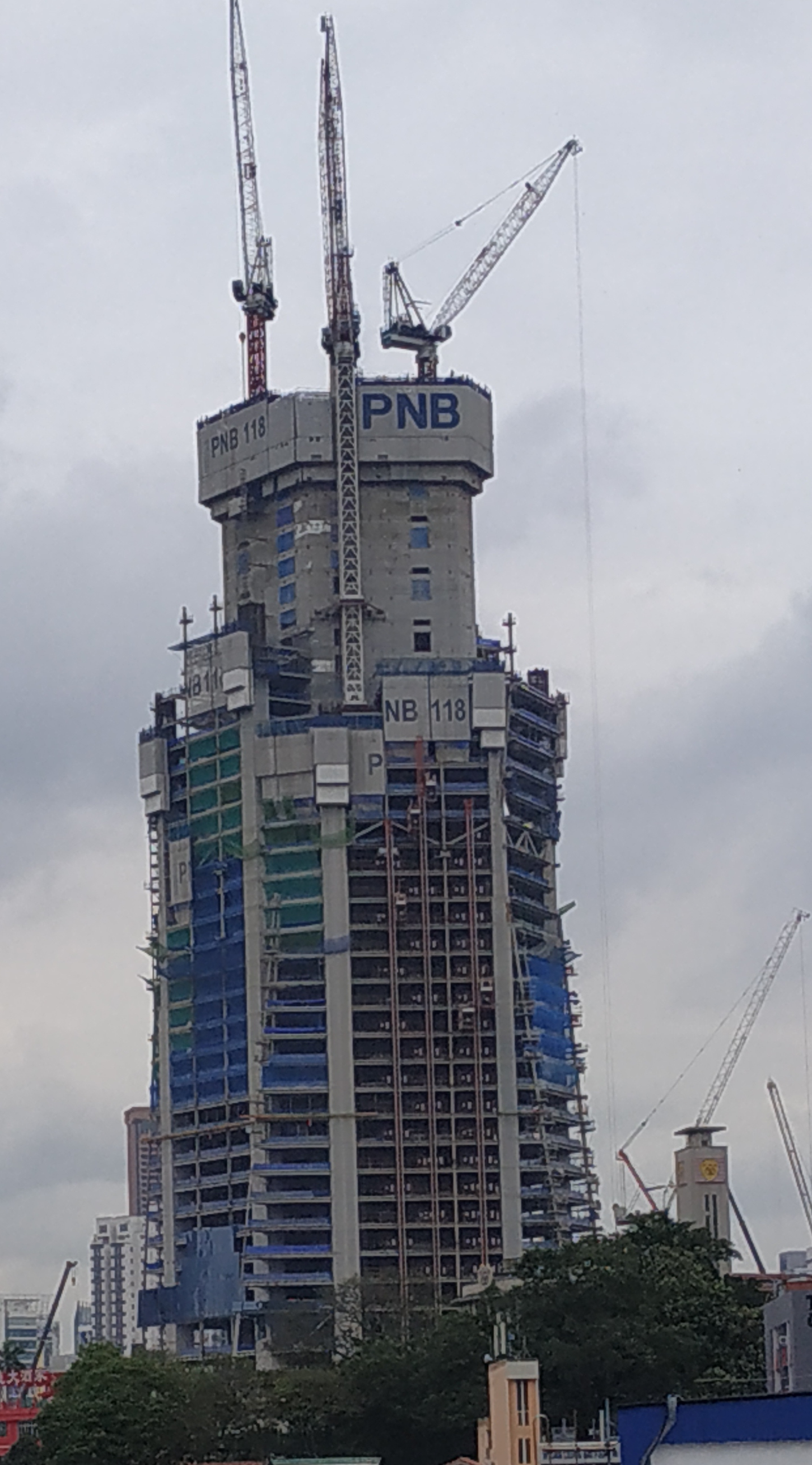
Грудень 2018 року
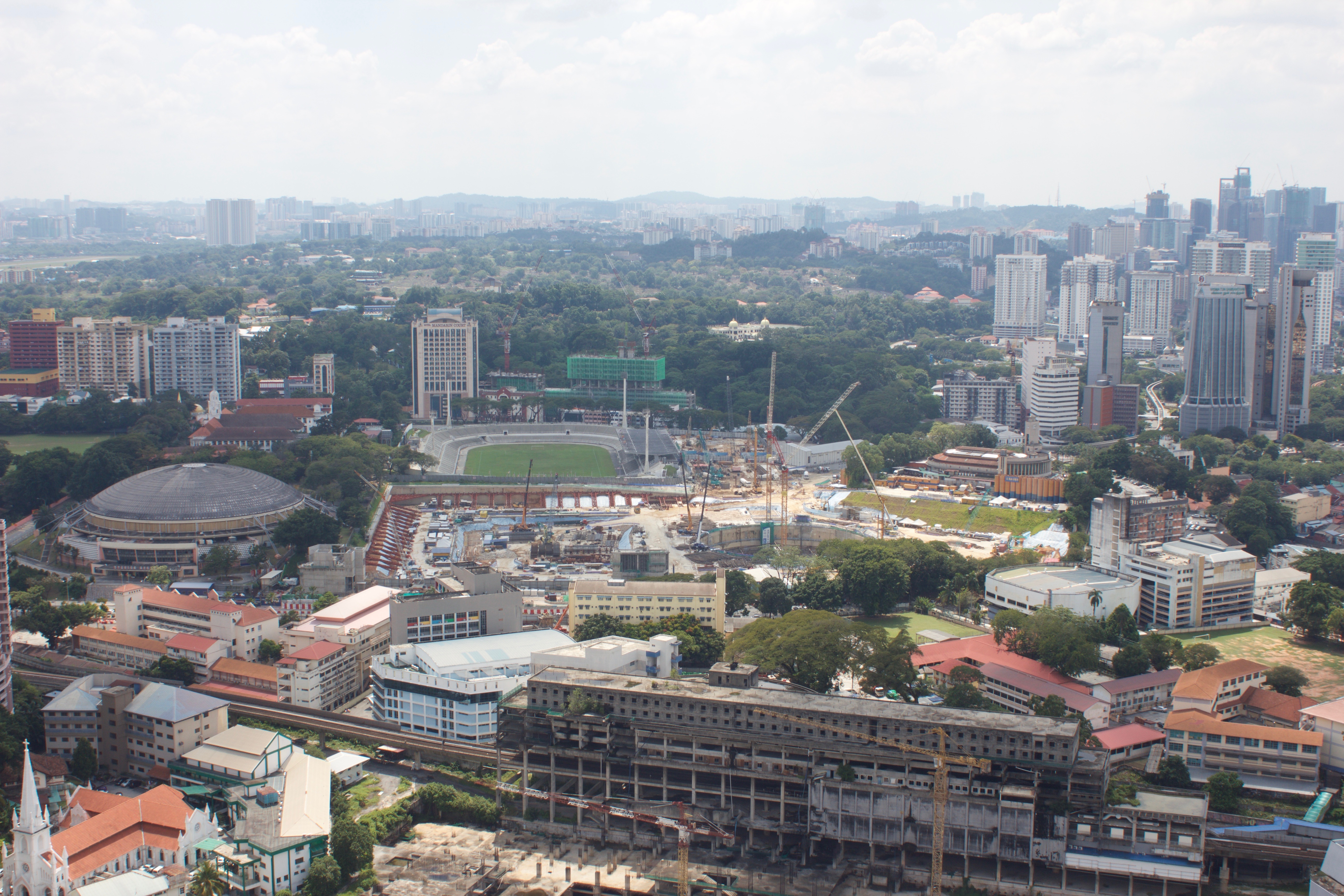
Листопад 2016 року